# Konrad von Ammenhausen

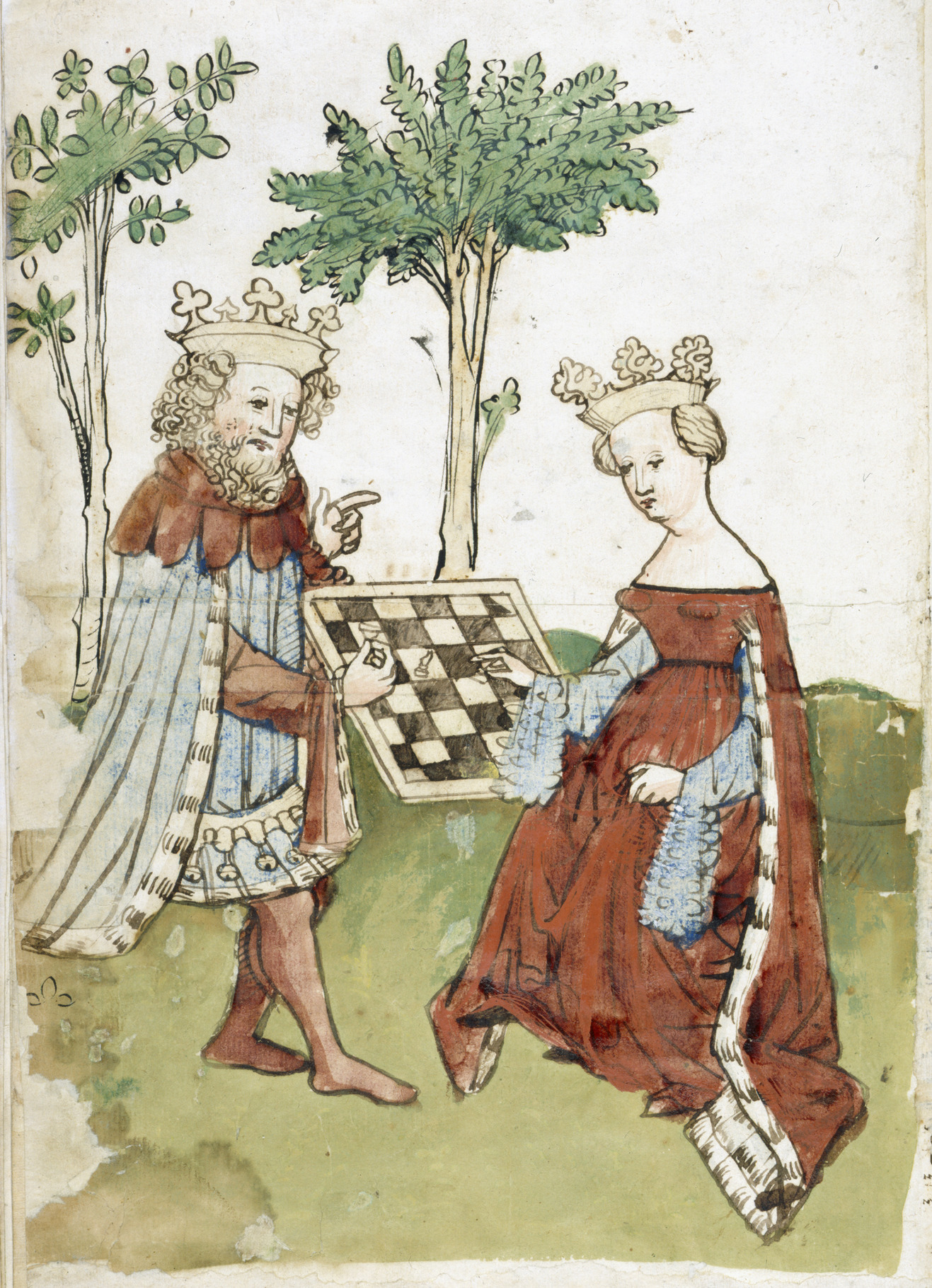
Das Schachzabelbuch

Konrad von Ammenhausen (nacido hacia el 1300) fue un monje suizo benedictino y presbítero en  Stein am Rhein.
Su principal obra es el Schachzabelbuch, una traducción versificada al alto alemán medio del Liber de moribus hominum et officiis nobilum ac popularium super ludo scacchorum de Jacobo de Cessolis, completada en 1337. La obra aparece en más de 20 manuscritos y fue imprimida frecuentemente en el siglo XVI.